# Джеймс Гуд
Джеймс Гуд, також Худ (англ. James Hood, 10 листопада 1942 — 17 січня 2013) — американський борець з расовою сегрегацією афроамериканців.
Увійшов в історію як один із перших чорношкірих студентів університету Алабами, якому місцева влада забороняла увійти в навчальний заклад через расову упередженість
В 1963 Гуд спробував увійти до будівлі університету, однак йому перешкоджав губернатор штату Джордж Уоллас з охороною, що знаходився в дверях. Того ж вечора президент Джон Кеннеді закріпив за університетом статус федерального, щоб вивести його з юрисдикції губернатора.
Потім губернатор Уоллас приніс вибачення за перешкоджання законного права студентів на відвідування університету, пояснивши свої дії тим, що він побоювався протестів та акцій Ку-клукс-клану.
На згадку про події 1963 року на будівлі університету Алабами в місті Таскалуса розміщена меморіальна дошка з портретом Худа й його цитатою: «Одна людина може переломити ситуацію, якщо вона готова домагатися змін».
Гуд провчився в університеті Алабами два місяці. Пізніше він продовжив навчання й в 1997 році здобув докторський ступінь. Уоллас хотів бути присутнім на церемонії, однак йому завадило слабке здоров'я.
Джеймс Гуд був присутній на похороні екс-губернатора Алабами Джорджа Уолласа в 1998 році в знак примирення.